# Podarke guanica
Podarke guanica är en ringmaskart som beskrevs av Hoagland 1919. Podarke guanica ingår i släktet Podarke och familjen Hesionidae. Inga underarter finns listade i Catalogue of Life.